# 杨德仁 (材料学家)
杨德仁（1964年4月—），江苏扬州人，中国半导体材料学家，浙江大学教授。2017年当选为中国科学院院士。

## 生平
1985年毕业于浙江大学材料系，1991年获浙江大学博士学位。2020年就任浙大宁波理工学院院长。